# Peter Maag
Peter Maag (San Gallo, 10 maggio 1919 – Verona, 16 aprile 2001) è stato un direttore d'orchestra svizzero.

## Biografia
Direttore d'orchestra svizzero della seconda metà del Novecento, fu uno specialista dei lavori mozartiani e del classicismo viennese in genere. Svolse gran parte della sua carriera in Europa, ma la sua presenza nei teatri statunitense fu comunque notevole. Dopo gli studi musicali a Zurigo e Basilea, Maag studiò a Ginevra con Ernest Ansermet del quale diventò anche assistente. Successivamente, dal 1943, divenne primo direttore e maestro del coro a Biel-Solothurn. Fu poi direttore principale a Düsseldorf dal 1952 al 1954 prima di ricoprire lo stesso ruolo a Bonn dal 1954 al 1959. Il debutto al Covent Garden di Maag avvenne nel 1959 e in quella occasione condusse Die Zauberflöte di Wolfgang Amadeus Mozart. Nel 1962 diresse al Festival di Salisburgo i Wiener Philharmoniker nell'Idomeneo di Mozart. Dal 1964 al 1968, fu direttore principale alla Volksoper a Vienna, ma nel frattempo aveva fatto il suo debutto americano alla Lyric Opera di Chicago dove diresse nel 1961.
Nel 1972 esordì alla Metropolitan Opera dove diresse l'orchestra per tre anni. Dal 1982 al 1991 fu poi direttore musicale dell'opera di Berna, mentre dal 1983 al 2001 fu direttore principale dell'Orchestra di Padova e del Veneto
Altre sue interpretazioni inclusero Norma di Vincenzo Bellini, Die Zauberflöte di Mozart e La traviata di Giuseppe Verdi.
Le registrazioni più notevoli di Maag sono quelle dedicate alle sinfonie di Beethoven (il ciclo completo), di Mendelssohn, Mozart, Schubert e del concerto per pianoforte e orchestra di Schumann.
Il celebre direttore d'orchestra svizzero svolse inoltre un accurato e approfondito lavoro per valorizzare tutte le figure musicali del Teatro. Ha infatti creato, nel 1988 presso il Teatro Comunale di Treviso, "La Bottega", laboratorio lirico di formazione, con lo scopo di allestire Opere musicali assieme ai giovani talenti in direzione artistica, maestri collaboratori e cantanti.
Nel 1989 la sua attività portò alla realizzazione del Don Giovanni di Wolfgang Amadeus Mozart, con un cast vocale selezionato durante il Concorso di canto "Toti Dal Monte" e formato attraverso masterclass tenute da artisti di chiara fama quali Leyla Gencer e Regina Resnik.
Tra gli spettacoli realizzati nel merito de "La Bottega" si ricordano, oltre al Don Giovanni: Le nozze di Figaro e Così fan tutte della coppia Mozart-Da Ponte; Il Flauto Magico di Mozart; Falstaff di Giuseppe Verdi; Il turco in Italia di Gioachino Rossini; Rigoletto di Giuseppe Verdi e Carmen di Georges Bizet.